# Hearts grow
Hearts Grow és un grup de música japonès sorgit a Motobu (Districte de Kunigami, Prefectura d'Okinawa). El seu primer single Grow!! que va realitzar la banda de manera independent va ser el 19 d'abril del 2006. El major debut del grup va ser el 18 d'octubre del mateix any, amb el single Road. El seu segon single Yura Yura va ser introduït com a cançó d'encapçalament a la sèrie japonesa Naruto; i amb Demashita! Powerpuff Girls Z la cançó del final.

## Membres de la banda
| Nom      | Katakana   | Instrument   | Data d'aniversari    |
| -------- | ---------- | ------------ | -------------------- |
| Haruna   | ハルナ     | Veu          | 27 d'octubre de 1986 |
| Chiaki   | チアキ     | Teclat i veu | 23 d'octubre de 1986 |
| Natsumi  | ナツミ     | Guitarra     | 24 de maig de 1986   |
| Shintarō | シンタロウ | Guitarra     | 15 de febrer de 1987 |
| Yūsuke   | ユウスケ   | Baix         | 17 de febrer de 1988 |
| Yūya     | ユウヤ     | Bateria      | 26 de gener de 1987  |

## Discografia

### Singles
| Single | Coberta del Single | Títol              | Cançons                                                               | Data d'edició          |
| ------ | ------------------ | ------------------ | --------------------------------------------------------------------- | ---------------------- |
| 1st    |                    | Road               | Road Red Skateboard (赤いスケボー, Akai Sukebō) Road (Instrumental)   | 18 d'octubre del 2006  |
| 2nd    |                    | ユラユラ Yura Yura | himawari (ユラユラ) Story (物語, Monogatari) Yura Yura (Instrumental) | 6 de desembre del 2006 |